# Matts Kunding
Matts Kunding (né et mort à des dates inconnues) est un footballeur irlandais, qui évoluait au poste de milieu de terrain défensif.
Il est le premier joueur irlandais de l'histoire à avoir évolué sous les couleurs du club italien de la Juventus (par la même occasion dans le championnat d'Italie, ouvrant la voie à d'autres comme Paddy Sloan ou Liam Brady entre autres).

## Biographie
Britannique, Kunding part très tôt travailler en Italie, où il pratique le football, tout d'abord avec le Torino, club avec qui il joue son premier match le 7 novembre 1909 lors du derby torinese contre la Juventus, victoire par 3-1. Avec les granata, il arrive à la quatrième place du classement final de la Prima Categoria 1909-1910.
Lors de la saison suivante, il rejoint la Juventus avec qui il joue son premier match contre le Piemonte Football Club le 27 novembre 1910 lors d'un nul 1-1, ainsi que son dernier match contre le Genoa le 19 mars 1911 lors d'une défaite 3-0. Lors de son unique saison bianconera, il joue cinq matchs.